# Temporada 1978-79 de los Denver Nuggets
La temporada 1978-79 fue la tercera de los Denver Nuggets en la NBA, tras la fusión de la liga con la ABA, donde había jugado nueve temporadas. La temporada regular acabó con 47 victorias y 35 derrotas, ocupando el cuarto puesto de la conferencia Oeste, clasificándose para los playoffs, en los que cayeron en primera ronda ante Los Angeles Lakers.

## Elecciones en elDraft
| Ronda | Puesto | Jugador         | Posición  | Nacionalidad   | Universidad  |
| ----- | ------ | --------------- | --------- | -------------- | ------------ |
| 1     | 17     | Rod Griffin     | Ala-Pívot | Estados Unidos | Wake Forest  |
| 1     | 21     | Mike Evans      | Base      | Estados Unidos | Kansas State |
| 3     | 46     | Hollis Copeland | Alero     | Estados Unidos | Rutgers      |

## Temporada regular
| División Medio Oeste | División Medio Oeste | División Medio Oeste | División Medio Oeste | División Medio Oeste | División Medio Oeste | División Medio Oeste | División Medio Oeste | División Medio Oeste |
| Equipo               | G                    | P                    | %                    | PD                   | Casa                 | Fuera                | Div                  |                      |
| -------------------- | -------------------- | -------------------- | -------------------- | -------------------- | -------------------- | -------------------- | -------------------- | -------------------- |
| y-Kansas City Kings  | 48                   | 34                   | .585                 | –                    | 32–9                 | 16–25                | 12–4                 |                      |
| x-Denver Nuggets     | 47                   | 35                   | .573                 | 1                    | 29–12                | 18–23                | 8–8                  |                      |
| Indiana Pacers       | 38                   | 44                   | .463                 | 10                   | 25–16                | 13–28                | 6–10                 |                      |
| Milwaukee Bucks      | 38                   | 44                   | .463                 | 10                   | 28–13                | 10–31                | 9–7                  |                      |
| Chicago Bulls        | 31                   | 51                   | .378                 | 17                   | 19–22                | 12–29                | 5–11                 |                      |

## Playoffs

### Primera ronda
Denver Nuggets vs. Los Angeles Lakers 
| Fecha       | Partido                                    | Ciudad      |
| ----------- | ------------------------------------------ | ----------- |
| 10 de abril | Denver Nuggets 110, Los Angeles Lakers 105 | Denver      |
| 13 de abril | Los Angeles Lakers 121, Denver Nuggets 109 | Los Ángeles |
| 15 de abril | Denver Nuggets 111, Los Angeles Lakers 112 | Denver      |
|             | Los Angeles Lakers gana las series 2-1     |             |

## Estadísticas
| Rk | Jugador         | Edad | P  | PT | MP   | TC  | TCI  | %TC  | TL  | TLI  | %TL  | RO  | RD  | RT   | AS  | RB  | TAP | BP  | FP  | PTS  |
| -- | --------------- | ---- | -- | -- | ---- | --- | ---- | ---- | --- | ---- | ---- | --- | --- | ---- | --- | --- | --- | --- | --- | ---- |
| 1  | David Thompson  | 24   | 76 |    | 35.1 | 9.1 | 17.8 | .512 | 5.8 | 7.7  | .753 | 1.4 | 2.2 | 3.6  | 3.0 | 0.9 | 1.1 | 2.4 | 2.4 | 24.0 |
| 2  | Dan Issel       | 30   | 81 |    | 33.9 | 6.6 | 12.7 | .517 | 3.9 | 5.2  | .754 | 3.0 | 6.1 | 9.1  | 3.1 | 0.8 | 0.6 | 2.1 | 2.9 | 17.0 |
| 3  | George McGinnis | 28   | 76 |    | 33.6 | 7.9 | 16.8 | .474 | 6.7 | 10.1 | .665 | 3.4 | 8.0 | 11.4 | 3.7 | 1.7 | 0.7 | 4.6 | 4.2 | 22.6 |
| 4  | Charlie Scott   | 30   | 79 |    | 33.1 | 5.0 | 10.8 | .460 | 2.0 | 2.7  | .749 | 0.7 | 2.0 | 2.7  | 5.4 | 1.0 | 0.4 | 3.2 | 3.6 | 12.0 |
| 5  | Bob Wilkerson   | 24   | 80 |    | 30.3 | 5.0 | 10.9 | .456 | 1.5 | 2.2  | .688 | 1.3 | 3.9 | 5.2  | 3.6 | 1.5 | 0.3 | 2.5 | 2.4 | 11.4 |
| 6  | Tom Boswell     | 25   | 79 |    | 27.9 | 4.1 | 7.6  | .532 | 2.5 | 3.6  | .697 | 3.1 | 3.7 | 6.8  | 3.1 | 0.6 | 0.6 | 2.3 | 3.3 | 10.6 |
| 7  | Anthony Roberts | 23   | 63 |    | 19.6 | 3.3 | 7.9  | .424 | 1.2 | 1.7  | .691 | 1.7 | 2.4 | 4.1  | 1.7 | 0.3 | 0.0 | 1.0 | 2.3 | 7.9  |
| 8  | Robert Smith    | 23   | 82 |    | 18.0 | 2.2 | 5.3  | .422 | 1.9 | 2.2  | .883 | 0.5 | 1.3 | 1.8  | 2.5 | 0.7 | 0.2 | 1.2 | 2.0 | 6.4  |
| 9  | Kim Hughes      | 26   | 81 |    | 13.4 | 1.2 | 2.2  | .538 | 0.2 | 0.6  | .400 | 1.4 | 2.8 | 4.1  | 0.9 | 0.7 | 1.3 | 1.0 | 2.7 | 2.6  |
| 10 | Bo Ellis        | 24   | 42 |    | 6.4  | 1.0 | 2.2  | .457 | 0.7 | 0.9  | .806 | 0.4 | 1.1 | 1.5  | 0.2 | 0.2 | 0.3 | 0.5 | 1.1 | 2.7  |
| 11 | Phil Hicks      | 26   | 20 |    | 6.4  | 0.9 | 2.2  | .419 | 0.2 | 0.3  | .600 | 0.7 | 0.8 | 1.4  | 0.4 | 0.3 | 0.0 | 0.7 | 1.0 | 2.0  |
| 12 | John Kuester    | 23   | 33 |    | 6.4  | 0.5 | 1.6  | .308 | 0.4 | 0.4  | .929 | 0.2 | 0.2 | 0.4  | 1.1 | 0.5 | 0.0 | 0.6 | 0.9 | 1.4  |
| 13 | Geoff Crompton  | 23   | 20 |    | 4.4  | 0.5 | 1.3  | .385 | 0.3 | 0.6  | .500 | 0.3 | 0.9 | 1.2  | 0.3 | 0.0 | 0.2 | 0.6 | 1.0 | 1.3  |

## Galardones y récords
| Jugador         | Galardón |
| David Thompson  | All-Star |
| George McGinnis | All-Star |